# Gijs Rademaker
Gijs Rademaker (Nijmegen, 21 juli 1978) is een Nederlandse journalist, opiniepeiler en televisiepresentator.

## Loopbaan
Rademaker groeide op in een progressief gezin in Nijmegen en heeft twee jongere broers. Hij studeerde Geschiedenis en Journalistiek aan de Rijksuniversiteit Groningen. Hij begon in 2002 als redacteur voor de actualiteitenrubriek Netwerk (AVRO/KRO/NCRV). In 2004 stapte hij over naar het actualiteitenprogramma TweeVandaag (AVRO/TROS), later EenVandaag (AVROTROS).
In 2010 werd Rademaker het gezicht van het EenVandaag Opiniepanel en presenteerde hij de uitslagen van peilingen in de radio- en televisie-uitzendingen van EenVandaag. Hij presenteerde die ook in andere programma's, zoals Pauw (VARA), Jinek (RTL4), De Nationale Misdaadmeter, De Privacy Test, De Stelling van Nederland (samen met Jort Kelder) en Kiespijn (NTR). Jaarlijks presenteerde voor hetzelfde programma ook in december de prijs voor De Politicus van het Jaar.
Op 29 september 2022 werd bekendgemaakt dat Rademaker stopt bij AVROTROS om per 1 december 2022 aan de slag te gaan voor de programma's van RTL. Hier doet Rademaker het RTL Nieuwspanel en maakt hij een documentairereeks met Maarten van Rossem over dinosauriërs. Samen met hem bracht hij tevens het boek De dinorevolutie uit.

## Privé
Gijs Rademaker is getrouwd en heeft drie kinderen. Hij is de broer van balletdanser Marijn Rademaker, eerste solist van Het Nationale Ballet.

### Geen rijbewijs
Gijs Rademakers heeft geen rijbewijs, iets wat hij zelf geregeld met een knipoog benoemt in interviews en televisieoptredens. Ondanks zijn rol als gezicht van opiniepeilingen en actualiteitenrubrieken, waarin mobiliteit soms een onderwerp van gesprek is, heeft hij nooit de behoefte gevoeld om zelf achter het stuur te kruipen. Hij verplaatst zich doorgaans met het openbaar vervoer of laat zich rijden, en ziet zijn rijbewijsloze bestaan eerder als een bewuste keuze dan als een gemis.

### Bestseller 60
| Boeken met noteringen in de Nederlandse Bestseller 60 | Jaar van verschijnen | Datum van binnenkomst | Hoogste positie | Aantal weken | Opmerkingen                            |
| ----------------------------------------------------- | -------------------- | --------------------- | --------------- | ------------ | -------------------------------------- |
| De dinorevolutie                                      | 2024                 | 20-11-2024            | 27              | 1            | in samenwerking met Maarten van Rossem |